# Westmorland (graafschap)

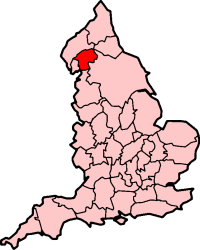
Locatie van Westmorland

Vlag van Westmorland

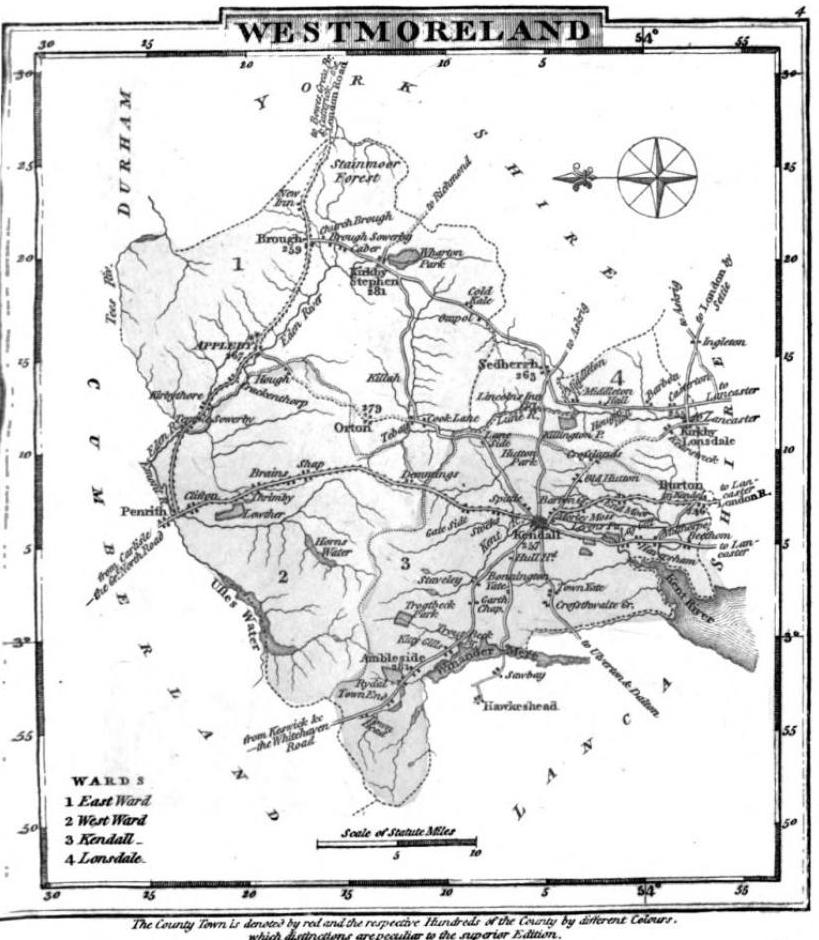
Gray's Book of Roads; Westmoreland; 1824

Westmorland is een van de 39 historische graafschappen van Engeland. Het was een administratief graafschap van 1889 tot 1974 en nu is het een deel van Cumbria.
In 1086, de tijd van het Domesday Book, werd het gebied voor een deel tot Yorkshire gerekend, en voor een ander deel tot Schotland.
Het graafschap grensde in het noorden aan Cumberland, in het oosten aan Durham en Yorkshire en in het zuiden en westen aan Lancashire. Zijn hoofdstad was Appleby, welke naam in 1974 officieel werd veranderd in Appleby-in-Westmorland.